# Campeonato Europeo de Tiro con Arco al Aire Libre de 1968
El I Campeonato Europeo de Tiro con Arco al Aire Libre se celebró en Reutte (Austria) entre el 6 y el 7 de septiembre de 1968 bajo la organización de la Unión Europea de Tiro con Arco (WAE) y la Federación Austríaca de Tiro con Arco.

## Resultados

### Masculino
| Evento                  | Oro                                              | Plata                                                         | Bronce                                                |
| ----------------------- | ------------------------------------------------ | ------------------------------------------------------------- | ----------------------------------------------------- |
| Arco recurvo individual | Kyösti Laasonen · Finlandia                      | Jacques Becken Francia                                        | Olle Boström · Suecia                                 |
| Arco recurvo por equipo | Ian Dixon Edward Gamble Roy Matthews Reino Unido | Kyösti Laasonen · Tuomo Virtanen · Jorma Sandelin · Finlandia | Arne Jacobsen Herluf Andersen Arvid Nielsen Dinamarca |

### Femenino
| Evento                  | Oro                                                          | Plata                                                      | Bronce                                              |
| ----------------------- | ------------------------------------------------------------ | ---------------------------------------------------------- | --------------------------------------------------- |
| Arco recurvo individual | Maria Mączyńska · Polonia                                    | Pauline Edwards Reino Unido                                | Sigrid Johansson · Suecia                           |
| Arco recurvo por equipo | Maria Mączyńska · Grażyna Kotlarz · Zofia Piskorek · Polonia | Pauline Edwards Sandra Simester Jennifer Hills Reino Unido | Anne Tønnesen Inga Hendriksen Lilli Lentz Dinamarca |

## Medallero
| Núm. | País        | Oro | Plata | Bronce | Total |
| ---- | ----------- | --- | ----- | ------ | ----- |
| 1    | Polonia     | 2   | 0     | 0      | 2     |
| 2    | Reino Unido | 1   | 2     | 0      | 3     |
| 3    | Finlandia   | 1   | 1     | 0      | 2     |
| 4    | Francia     | 0   | 1     | 0      | 1     |
| 5    | Dinamarca   | 0   | 0     | 2      | 2     |
| 5    | Suecia      | 0   | 0     | 2      | 2     |
|      | TOTAL       | 4   | 4     | 4      | 12    |